# Hrvatska kulturna baština
Hrvatska kulturna baština skup je svih običaja, tradicija i dobara u hrvatskoj povijesti.

## Nematerijalna baština
Iako po veličini teritorija jedna od manjih zemalja u svijetu, Hrvatska bogata je raznolikom kulturnom baštinom. Uz brojne materijalne ostatke koji svjedoče o kontinuiranoj prisutnosti čovjeka na ovim prostorima, očuvan je i veliki dio nematerijalne baštine, posebne po tome što je veoma slojevita. Hrvatska je zemlja živih ostataka pradavnih običaja i vjerovanja, te njihovih transformiranih i ponovno oživljenih oblika. Razni običaji i znanja predstavljaju se na brojnim manifestacijama u zemlji i svijetu, a sve se više i implementiraju u suvremeni život.
U prošlosti ovim su prostorom prošli mnogi narodi i ostavili svoj trag vidljiv i danas u nekim segmentima kulture. Tu se isprepliću brojni utjecaji od vremena raznih prethistorijskih kultura do raznih naroda poput Ilira, Grka, Rimljana, te vladavina Austro-Ugarske i dugotrajnog (uglavnom osvajačkog) prisustva Otomanskog carstva. Najveći trag ostavili su Hrvati tijekom seobe Slavena, koji stižu na ove prostore, prema materijalnim dokazima, u 7. stoljeću. Ovi brojni utjecaji ne samo da su se ispreplitali nego su na ovom prostoru stvorili osebujnu cjelinu, koju je lokalna zajednica formirala na jedinstven i neponovljiv način. Tek su neki od mnogobrojnih živućih primjeraka nematerijalne kulturne baštine u Hrvatskoj ovdje navedeni, a zajedno sa svim ostalim oblicima tvore neprocjenjivu mrežu iznimne vrijednosti i jedinstvenosti u svijetu.

## Usmena predaja, izričaji i jezik
- Zlatna formula hrvatskoga jezika ča-kaj-što[1]

### Govor
- Govor otoka Suska
- Žminjski govor
- Bednjanski govor
- Istro-rumunjski govori
- govor posavskoga sela Siče
- govor Huma na Sutli
- govor i toponimija sela Vidonje
- kajkavski donjosutlanski (ikavski) dijalekt

## Glazba

### Plesovi
Plesovi:
- Drmeš
- Kolo
- Linđo
- Taraban
- Trusa
- Trojanac

### Pjesme
Pjesme:
- Istarsko dvoglasno pjevanje i sviranje po istarskoj ljestvici
- Bećarac
- Brojkavica, brojalica
- Klapsko pjevanje
- Putnička pjesma

### Tradicijska glazbala
Glazbala:
- dvojnice
- tambura
- tambura samica
- gajde, mih
- lirica, lijerica
- fićoške
- drombulje
- diplice, diple
- svirale
- gusle
- harmonika triestina[3]

## Ophodi
- ljelje
- betlemaši
- u Cvitnicu Jelo (Bošnjaci)
- Jela (Račinovci)
- kiti bunar (Babina Greda)
- Adam i Eva (Županja)
- jahači

## Svatovski običaji
- Bednjanska svadba na bednjanskom govoru
- Murterski pir (svadbena povorka)

## Manifestacije
- Đakovački vezovi
- Picokijada – Legenda o picokima
- Varaždinske barokne večeri
- Vinkovačke jeseni

## Rukotvorstvo, odijevanje, hrana
- Proizvodnja drvenih dječjih igračaka Hrvatskog zagorja
- Hrvatsko čipkarstvo na Pagu, Hvaru, Lepoglavi i općine Sveta Marija[4]
- tkanje na stanu
- pravila održavanja i odijevanja tradicijske narodne nošnje
- zlatovez i svilovez
- splet i rasplet
- valjanje vune
- tradicijske frizure i oglavlja
- umijeće izrade i kultura odijevanja dalmatinskog veštita[5]

### Pripremanje tradicijskih jela
- Brački vitalac
- Lički sir škripavac
- Sinjski arambaši
- Slavonski kulen/kulin
- Soparnik
- Zagorski domaći štrukli
- Samoborski koruzni kruh[6]

## Igre
- Sinjska alka
- Moreška
- igra loptom u Trilju
- Picigin

## Liturgijski i pučki običaji
- Festa sv. Vlaha
- Zvončari Kastavštine
- ljelje u Gorjanima
- Procesija križa na Hvaru (Za Križen)

## Obrti i umijeća
- građevinske vještine (izrada krova, nabijanje zemljanog poda, izrada zida od naboja, pletenje ograde od šiblja, mazanje pletera)
- lončarstvo
- medičarstvo i licitarstvo
- ugljenjarenje
- bunarenje
- tradicijske tehnike ukrašavanja uskrsnih jaja
- licitarska srca
- šaranje tikvica
- šibenska kapa
- šibensko puce
- umijeće izgradnje rovinjske batane

## Vanjske poveznice
- Kulturna i prirordna baština na području Republike Hrvatske  Arhivirana inačica izvorne stranice od 19. travnja 2012. (Wayback Machine)
- Portal Hrvatska kulturna baština - digitalna zbirke i građa hrvatske kulturne baštine
- Mačevni plesovi  Arhivirana inačica izvorne stranice od 14. listopada 2013. (Wayback Machine)
- Web Registar kulturnih dobara Republike Hrvatske